# Claret (film)
Claret è un film del 2020 diretto da Pablo Moreno.

## Trama
A Madrid negli anni trenta, in procinto della guerra civile spagnola, l'intellettuale Azorín riconsidera una controversa figura del secolo precedente: Antonio María Claret y Clará, missionario e predicatore cattolico, fondatore dei Claretiani, arcivescovo abolizionista a Santiago di Cuba, in seguito trasferito presso la corte della regina Isabella II di Spagna come suo confessore. Azorín si convince che la figura di Claret sia stata mistificata dai suoi oppositori e cerca di ripristinare la verità.

## Distribuzione
La pellicola è uscita nei cinema spagnoli il 4 dicembre 2020.
In Italia ha debuttato in prima serata su TV2000 il 14 febbraio 2022.